# Ching nu yu hun
Ching nu yu hun é um filme honconguês de 1960, do gênero drama romântico-fantástico, dirigido por Li Han-hsiang. 
Rebatizado em inglês como The Enchanting Shadow, foi selecionado como representante de Hong Kong à edição do Oscar 1961, organizada pela Academia de Artes e Ciências Cinematográficas.

## Elenco
- Betty Loh Ti - Nie Xiaoqian
- Ngai Fung
- Li Jen Ho
- Kun Li
- Kuo Hua Li
- Chi Lu
- Hsiang Su
- Rhoqing Tang - Lao Lao
- Yueting Wang
- Chih-Ching Yang - Yan Chixia
- Lei Zhao - Ning Caichen